# Музыкальная клавиатура

Клавиатура в 3 октавы

Музыкальная клавиатура — совокупность клавиш музыкального инструмента, которым соответствуют звуки определённой высоты. Слово клавиша происходит от латинского clavis (буквально — ключ); каждая буква, обозначавшая тот или другой звук на монохорде, называлась clavis, следом и приспособление в виде рычага, с помощью которого получался желаемый тон на монохорде, стали также называть clavis или клавиша. Музыкальные инструменты, имеющие клавиатуру, классифицируются как клавишные музыкальные инструменты.
Диапазон у клавиатур встречается разный. Клавиатуры для пальцев рук имеются у таких инструментов как рояль, орга́н, клавесин, челеста, синтезатор, а также у баяна, аккордеона и некоторых других инструментов.

## Педальная клавиатура

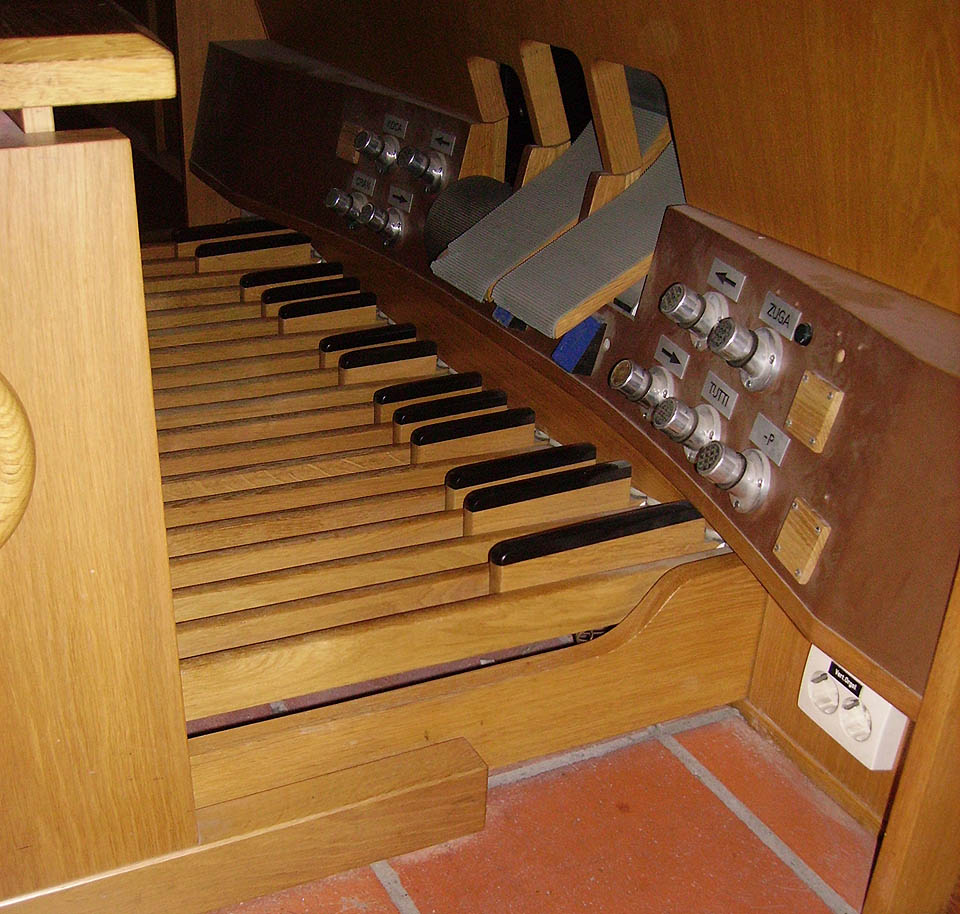
Педальная клавиатура

Педальная клавиатура — набор клавиш для игры ногами. Имеется в основном у органа и карильона. Менее распространены, но также существуют модели клавесинов, клавикордов и роялей с педальной клавиатурой.